# Escut d'Esterri de Cardós
L'escut oficial d'Esterri de Cardós té el següent blasonament: 
Escut caironat: de sinople, una rosa d'argent botonada i barbada d'or. Per timbre, una corona mural de poble.

## Història
El dia 27 de juliol de 2016, el Ple de l'Ajuntament d'Esterri de Cardós va acordar iniciar l'expedient d'adopció de l'escut heràldic del municipi. El consistori va assumir com a escut un que incorpora una rosa, que representa la flor del roser salvatge, també conegut com a roser silvestre, roser de pastor, roser de muntanya o roser de bardissa, abundant al terme municipal.
En sessió de 29 d'abril de 2020, el Ple de l'Ajuntament aprovava l'escut heràldic municipal amb el quòrum de la majoria absoluta del nombre legal de membres de la corporació.
La direcció general d'Administració Local donava conformitat a la versió actual el 22 de setembre del 2020 i en publicava la resolució al DOGC el 30 de setembre del mateix any amb el número 8.237.

## Escut anterior

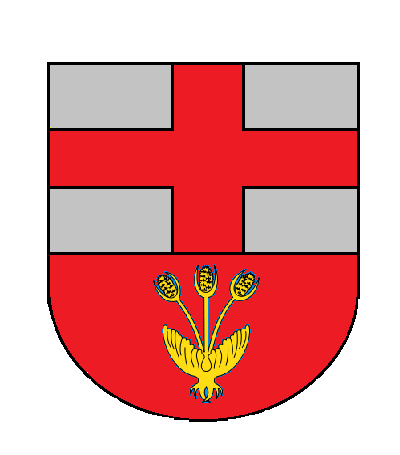
Escut antic d'Esterri de Cardós

Anteriorment a l'aprovació del nou símbol municipal, Esterri de Cardós feia servir un escut municipal truncat, amb el primer camper d'argent carregat d'una creu de gules i el segon de gules amb un card d'or.